# Nucli històric de Ginestar
El nucli històric de Ginestar és el barri de Ginestar, al nord del terme, organitzat al voltant del carrer Ample, un dels més antics de la població juntament amb el carrer de Carme Vidal, el Petritxol, i la confluència dels carrers de Sant Antoni, del Borró, el carrer Nou.

## Descripció
El carrer Ample és espaiós, de traçat rectilini i planer. Segueix una orientació de llevant a ponent, comunicant el pla del Pou amb la plaça de l'Església i tancant, pel sud, la part més antiga. La via està formada per cases de tipus senyorial de grans dimensions, majoritàriament distribuïdes en planta baixa i dos pisos o bé golfes. Presenten obertures rectangulars ordenades seguint eixos verticals, amb elements decoratius en pedra i restes de pintura mural en alguns casos. Tant el carrer de Carme Vidal com el Petritxol són perpendiculars a la via principal i delimiten el nucli originari de la vila per la banda de llevant i ponent. Es tracta de vies de traçat rectilini, tot i força més estretes i curtes que l'anterior.
L'arquitectura que les delimita està formada per cases organitzades en planta baixa, pis i altell, bastides en pedra, maons i amb paraments de terra, amb senzilles obertures rectangulars i algun portal d'arc rebaixat. Els paraments són, en general, arrebossats. Al carrer Petritxol es troba l'antic hospital de la vila i al de Carme Vidal hi ha el mas de la Ginesta, un dels més antics de la població, juntament amb les restes de l'antiga Església de Sant Martí de Ginestar, a l'extrem més septentrional del nucli.